# Chucrallah-Nabil El-Hage
Chucrallah-Nabil El-Hage (ur. 26 lutego 1943 w Hadży) – libański duchowny maronicki, w latach 2003–2020 arcybiskup Tyru.

## Życiorys
Święcenia kapłańskie przyjął 13 czerwca 1970 i został inkardynowany do archieparchii Tyru. Był m.in. ojcem duchowanym seminarium w Ghazir, sekretarzem kurii eparchialnej, a także protosyncelem archieparchii.
W czerwcu 2003 Synod Kościoła maronickiego mianował go arcybiskupem Tyru (wybór został zatwierdzony 25 września przez papieża Jana Pawła II). Sakry udzielił mu ówczesny patriarcha Antiochii, Nasrallah Piotr Sfeir.
1 listopada 2020 papież Franciszek przyjął jego rezygnację z pełnionego urzędu i zatwierdził wybór Szarbela Abdallaha na jego następcę – dokonany przez Synod Kościoła maronickiego. 